# Sisowath Kossamak

Wachsfigur von Königin Sisowath Kossamak

Sisowath Kossamak (Khmer: ស៊ីសុវត្ថិ កុសម; * 9. April 1904 in Phnom Penh; † 27. April 1975 in Peking, Volksrepublik China) war die Königin von Kambodscha von 1955 bis 1970. Nach dem Tod ihres Mannes König Norodom Suramarit 1960 war sie das alleinige Oberhaupt der kambodschanischen Monarchie, während ihr Sohn Norodom Sihanouk Staatspräsident und Staatsoberhaupt Kambodschas war. Die beliebte Königin spielte unter ihrem Sohn Sihanouk zwischen 1960 und 1970 eine wichtige zeremonielle Rolle als Repräsentantin der Monarchie. Nach dem Putsch in Kambodscha 1970 und der Gründung der Republik Khmer wurde sie vom neuen Regime unter Hausarrest gestellt und durfte 1973 zu ihrem Sohn in die Volksrepublik China ausreisen. Kossamak starb am 27. April 1975 in Peking, zehn Tage nach der Einnahme von Phnom Penh durch die Roten Khmer.

## Leben
Sisowath Kossamak wurde als kambodschanische Prinzessin als Tochter von König Sisowath Monivong und seiner Frau Norodom Kanviman Norleak Tevi geboren. Sie heiratete 1920 den Cousin ihres Vaters, den Prinzen Norodom Suramarit, und wurde 1922 Mutter von Prinz Sihanouk, der 1941 von der französischen Kolonialmacht zum Nachfolger seines Großvaters ernannt wurde.
1955 dankte Prinz Sihanouk zu Gunsten seines Vaters Norodom Suramarit ab und machte Kossamak zur Königin-Gemahlin und wurde Politiker. Im selben Jahr heiratete Sihanouk Norodom Monineath („Prinzessin Monique“). Kossamak verstand sich nicht gut mit ihrer Schwiegertochter, Prinzessin Monique, was dazu führte, dass Monique für das manchmal angespannte Verhältnis zwischen Kossamak und Sihanouk und für Sihanouks angebliches anfängliches Zögern, abzudanken, verantwortlich gemacht wurde, da dies seine Mutter zur Königin machen würde.
Ihr Sohn Prinz Sihanouk hatte 1955 geschworen, dass er nie wieder den Thron besteigen würde, und er hatte auch seinen eigenen Kindern verboten, zu seinen Lebzeiten die Herrschaft zu übernehmen. Nach dem Tod von König Suramarit stellte sich deshalb die Frage der Nachfolge. Sisowath Kossamak war beliebt im Volk und hatte den Ruf, sich für die Armen des Landes einzusetzen. Demonstrationen forderten deshalb, dass sie das neue Oberhaupt der Monarchie werden sollten. Dafür musste es aber zu einer Änderung der Verfassung kommen, da das Amt eigentlich nur für männliche Erben vorgesehen war.
Prinz Sihanouk weigerte sich jedoch, dem Vorschlag zuzustimmen, da sein Verhältnis zu seiner Mutter gestört war und er niemanden außer sich selbst als Staatsoberhaupt zulassen wollte. Er soll gesagt haben „Nur Gott versteht die Gründe, warum ich nicht will, dass meine Mutter den Thron besteigt“. Unter der Khmer-Republik wurde Sihanouks Weigerung, seiner Mutter 1960 die Nachfolge zu überlassen, mit dem Einfluss seiner Frau Monique begründet, die dafür bekannt war, dass sie ein schlechtes Verhältnis zu ihrer Schwiegermutter hatte.

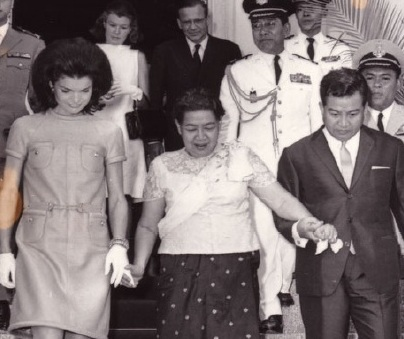
Sisowath Kossamak (mittig) mit Jacqueline Kennedy (links) und Norodom Sihanouk (rechts) im Jahre 1967

Stattdessen trat Norodom Sihanouk selbst wieder die Nachfolge seines Vaters als Staatsoberhaupt an, verzichtete aber auf die Wiedererlangung des Königstitels. Seine Mutter wurde Königin von Kambodscha, aber dieses Amt war nun rein zeremoniell und hatte keinerlei politische Macht mehr. Königin Kossamak setzte ihre Rolle als öffentliche Repräsentantin auch während der Herrschaft ihres Sohnes als Staatsoberhaupt in den 1960er Jahren fort und empfing Staatsgäste aus dem Ausland. Gegen Ende der 1960er Jahre verlor die Monarchie allerdings an Popularität, auch da ihr und Prinzessin Monique Selbstbereicherung vorgeworfen wurde.
Nach dem Staatsstreich 1970 wurde Kossamak von der neuen Regierung gezwungen, den Königspalast zu verlassen und unter Hausarrest gestellt, um zu verhindern, dass sie in einen möglichen Aufstand der Royalisten anführt. Sie wurde jedoch von der Regierung der Khmer-Republik gebeten, zwischen ihrem Sohn im Exil und der Nationalversammlung zu vermitteln. Bilder von Königin Kossamak, einem Symbol der Monarchie, wurden aus allen Regierungsgebäuden entfernt.
Als ihre Gesundheit sich verschlechterte, durfte sie 1973 zu ihrem Sohn nach Peking in China reisen. Sie starb am 27. April 1975 in China, kurz bevor ihr Sohn und ihre Schwiegertochter unter den Roten Khmer nach Kambodscha zurückkehrten.